# 卡伦河 (中国)
43°40′44″N 124°37′16″E / 43.67889°N 124.62111°E
卡伦河，位于中华人民共和国吉林省南部，是东辽河右岸支流，发源于伊通满族自治县黄岭子镇柳杨村，蜿蜒向西北流经黄岭子镇和平村、公主岭市刘房子街道石头哨村、双桥村、卡伦水库、黑林子镇立新村、头道岗村、大榆树镇围子村等村镇，最后于邢家老院子屯穿越秦家屯灌区总干渠汇入东辽河。河长60.8千米，河道平均比降1.3‰，流域面积523平方千米。年均流量0.486亿立方米。